# Juan Alarcon
Juan Carlos Alarcon – peruwiański zapaśnik walczący w obu stylach. Zajął czwarte miejsce na igrzyskach panamerykańskich w 1987, a także na mistrzostwach panamerykańskich w 1988. Zdobył po dwa medale na igrzyskach Ameryki Południowej w 1986 i 1990 i trzy na mistrzostwach Ameryki Południowej w latach 1983 - 1990.